# 何志强
何志强（1978年4月—），安徽黄山祁门人，中华人民共和国政治人物。

## 生平
何志强任安徽省黄山市祁门县祁山镇芳村村驻村扶贫工作队副队长，祁门县人大常委会社会建设工委副主任。2018年4月，何志强从县卫健委选派到祁山镇芳村村驻村扶贫，两年时间中他帮助引导群众种植鱼腥草、甘蔗、茶叶等林下种植养殖到户特色产业，并发展芦笋、鱼腥草、覆盆子、白芨、羊肚菌等产业。2020年，芳村村特色种植园被安徽省农业农村厅命名为“全省农业特色产业扶贫十大园区”。2020年8月31日，祁门县第十七届人民代表大会常务委员会第三十三次会议，任命他担任祁门县人大常委会社会建设工作委员会副主任。
因在脱贫攻坚战中作出突出贡献，2021年2月25日全国脱贫攻坚总结表彰大会上，何志强被授予“全国脱贫攻坚先进个人”。